# Пугачёвская улица (Волгоград)
Улица Пугачёвская — улица в Ворошиловском районе Волгограда. Расположена недалеко от Волги и идёт параллельно реке с северо-востока на юго-запад. Северо-восточным концом упирается в пойму реки Царица. Пересекает такие волгоградские улицы, как улица КИМ, Балахинская, Грушевская.

## История

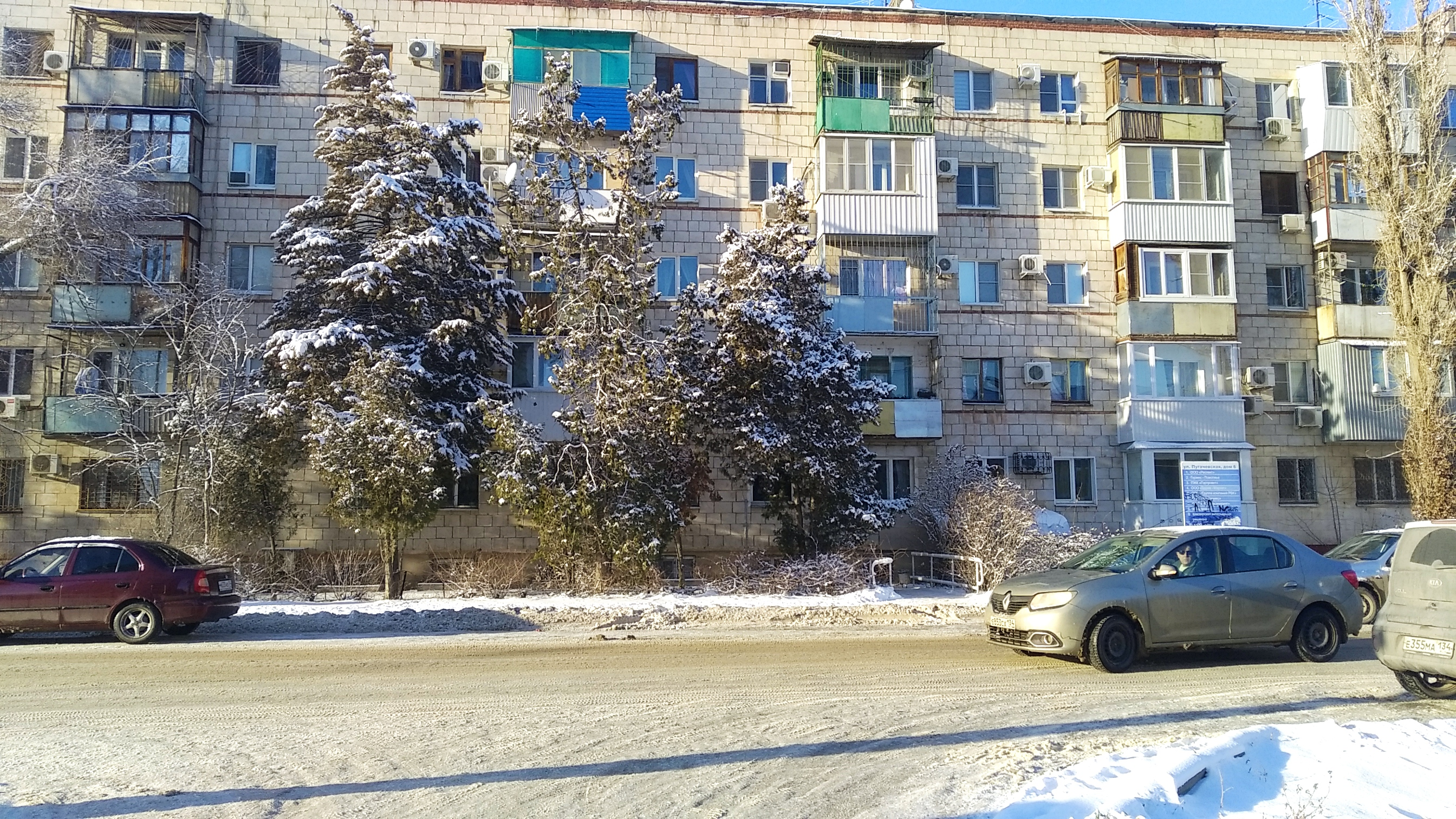
Туи и можжевельники на улице Пугачёвской. Вид с улицы Балахинской

Улица Пугачевская расположена в Ворошиловском районе города Волгограда, является одной из старейших в Зацарицынской части города, начало которой было положено еще в первой половине XIX века. До 1923 года она носила название Царёвская и была застроена в основном купеческими домами и магазинами.
Нумерация домов улиц, идущих параллельно Волге в Зацарицынском форштадте, начинается от реки Царицы, и этот порядок сохраняется до сих пор. Первым домом на улице Царёвской был особняк купца первой гильдии Семена Голдобина, стоявший рядом с современными «Волжскими парусами». Дом представлял собой огромный трехэтажный особняк с сетью подземных ходов. 

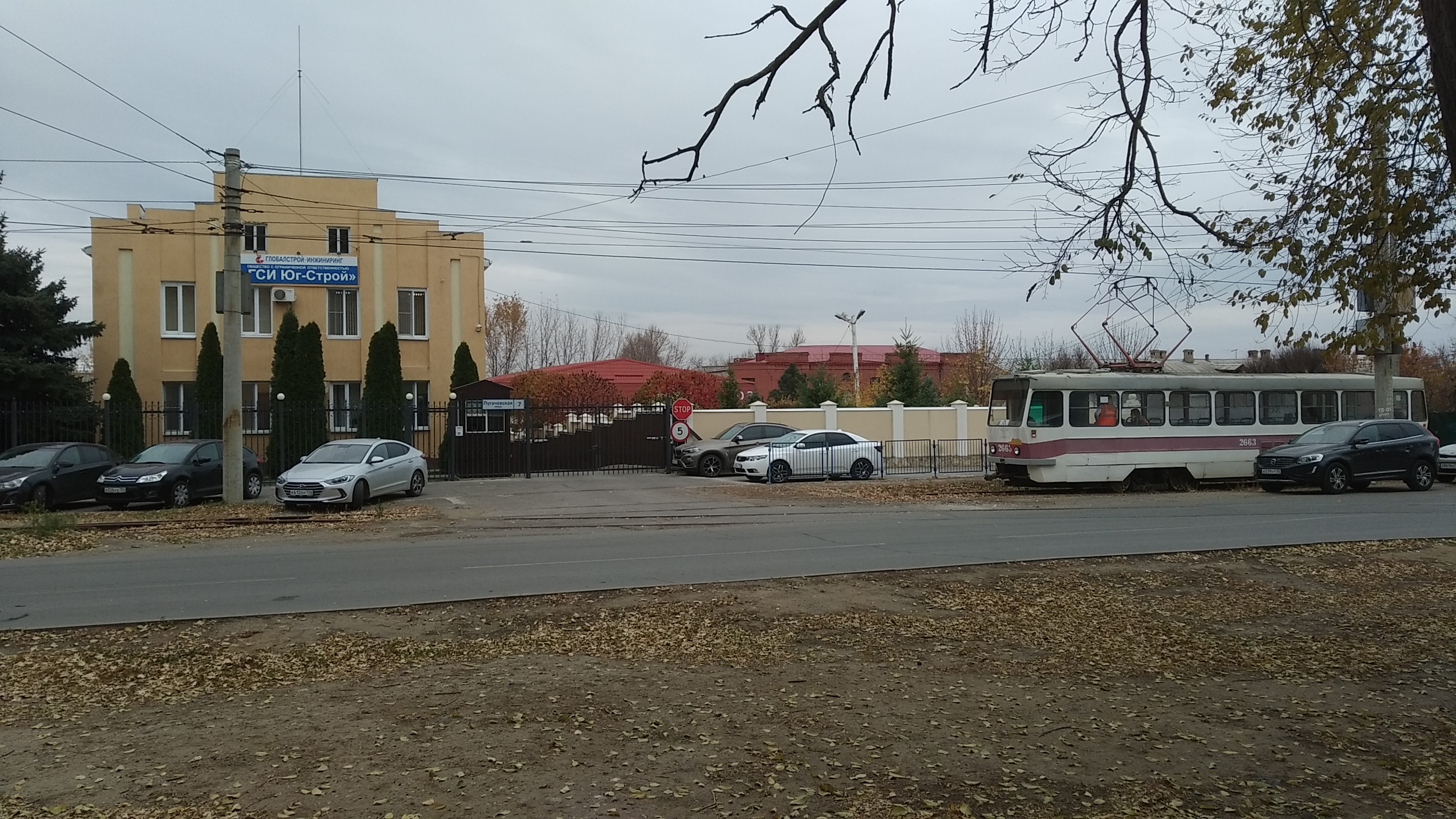
Трамвай на улице Пугачёвской

Также сохранились владения купца Филиппова — одноэтажное здание, возведённое в 1908 году. Следующим зданием было длинное двухэтажное строение красного цвета, которое сегодня соединено с другим зданием. Раньше там находилось мужское училище, а сейчас располагается филиал медицинского университета. 
На пересечении с улицей имени КИМ стоит старый немецкий дом, купленный когда-то купцом Лапшиным и сдававшийся в аренду зажиточным горожанам. Дом ни разу не подвергался реставрации с момента постройки, сейчас он используется под офисы. 
В 1911 году на улице открылась гостиница «Петербургские номера», принадлежавшая купцу Маслову.
В 1923 году улица Царёвская была переименована в честь руководителя крестьянского восстания 1773–1775 годов, казака Емельяна Пугачева.  